# 长隔木属
长隔木属（学名：Hamelia）是茜草科下的一个属，为灌木植物。该属共有40种，分布于中、南美洲。